# Bulgaria en la Copa Mundial de Fútbol de 1986
La selección de Bulgaria en la Copa Mundial de Fútbol de 1986, fue uno de los 24 países participantes de la Copa Mundial de Fútbol de 1986, realizada en México. El seleccionado búlgaro clasificó gracias a que obtuvo el segundo lugar, del cuarto grupo de la eliminatoria de la UEFA, por detrás de Francia, equipo que también clasificó a la cita de 1986.

## Clasificación

### Grupo 4
| País                 | J | G | E | P | GF | GC | GD  | Pts |
| -------------------- | - | - | - | - | -- | -- | --- | --- |
| Francia              | 8 | 5 | 1 | 2 | 15 | 4  | +11 | 11  |
| Bulgaria             | 8 | 5 | 1 | 2 | 13 | 5  | +8  | 11  |
| Alemania Democrática | 8 | 5 | 0 | 3 | 16 | 9  | +7  | 10  |
| Yugoslavia           | 8 | 3 | 2 | 3 | 7  | 8  | −1  | 8   |
| Luxemburgo           | 8 | 0 | 0 | 8 | 2  | 27 | −25 | 0   |

|                              | Bandera de Bulgaria | Bandera de Alemania Oriental | Bandera de Francia | Bandera de Luxemburgo | Bandera de Yugoslavia |
| ---------------------------- | ------------------- | ---------------------------- | ------------------ | --------------------- | --------------------- |
| Bandera de Bulgaria          | –                   | 1-0                          | 2-0                | 4-0                   | 2-1                   |
| Bandera de Alemania Oriental | 2-1                 | –                            | 2-0                | 3-1                   | 2-3                   |
| Bandera de Francia           | 1-0                 | 2-0                          | -                  | 6-0                   | 2-0                   |
| Bandera de Luxemburgo        | 1-3                 | 0-5                          | 0-4                | -                     | 0-1                   |
| Bandera de Yugoslavia        | 0-0                 | 1-2                          | 0-0                | 1-0                   | -                     |

## Futbolistas
Entrenador:  Ivan Vutsov
| No. | Pos. | Jugador             | Fecha de nacimiento (edad)         | Apa. | Club                |
| --- | ---- | ------------------- | ---------------------------------- | ---- | ------------------- |
| 1   | POR  | Borislav Mikhailov  | 12 de febrero de 1963 (23 años)    | 26   | Vitosha Sofia       |
| 2   | DEL  | Nasko Sirakov       | 26 de abril de 1962 (24 años)      | 18   | Vitosha Sofia       |
| 3   | DEF  | Nikolay Arabov      | 21 de febrero de 1953 (33 años)    | 39   | Sliven              |
| 4   | DEF  | Petar Petrov        | 20 de febrero de 1961 (25 años)    | 37   | Vitosha Sofia       |
| 5   | DEF  | Georgi Dimitrov     | 14 de enero de 1959 (27 años)      | 65   | Sredec Sofia        |
| 6   | DEL  | Andrey Zhelyazkov   | 9 de julio de 1952 (33 años)       | 51   | Strasbourg          |
| 7   | MED  | Bozhidar Iskrenov   | 1 de agosto de 1962 (23 años)      | 33   | Vitosha Sofia       |
| 8   | MED  | Ayan Sadakov        | 28 de septiembre de 1961 (24 años) | 47   | Lokomotiv Plovdiv   |
| 9   | DEL  | Stoycho Mladenov    | 24 de abril de 1957 (29 años)      | 55   | Sredec Sofia        |
| 10  | MED  | Zhivko Gospodinov   | 6 de septiembre de 1957 (28 años)  | 36   | Spartak Varna       |
| 11  | MED  | Plamen Getov        | 4 de marzo de 1959 (27 años)       | 18   | Spartak Pleven      |
| 12  | MED  | Radoslav Zdravkov   | 30 de julio de 1956 (29 años)      | 65   | Sredec Sofia        |
| 13  | DEF  | Aleksandar Markov   | 17 de agosto de 1961 (24 años)     | 18   | Spartak Pleven      |
| 14  | MED  | Plamen Markov       | 11 de septiembre de 1957 (28 años) | 37   | Metz                |
| 15  | MED  | Georgi Yordanov     | 21 de julio de 1963 (22 años)      | 10   | Vitosha Sofia       |
| 16  | DEL  | Vasil Dragolov      | 17 de agosto de 1962 (23 años)     | 2    | Beroe Stara Zagora  |
| 17  | MED  | Hristo Kolev        | 21 de septiembre de 1964 (21 años) | 7    | Lokomotiv Plovdiv   |
| 18  | DEL  | Boycho Velichkov    | 13 de agosto de 1958 (27 años)     | 26   | Lokomotiv Sofia     |
| 19  | DEL  | Atanas Pashev       | 21 de noviembre de 1963 (22 años)  | 14   | Trakia Plovdiv      |
| 20  | DEL  | Kostadin Kostadinov | 25 de junio de 1959 (26 años)      | 41   | Trakia Plovdiv      |
| 21  | DEF  | Iliya Dyakov        | 28 de septiembre de 1963 (22 años) | 5    | Dobrudzha Tolbuchin |
| 22  | POR  | Iliya Valov         | 29 de diciembre de 1961 (24 años)  | 13   | Botev Vratsa        |

## Participación

### Primera fase

#### Grupo A
| Equipo        | Pts | PJ | PG | PE | PP | GF | GC | Dif |
| ------------- | --- | -- | -- | -- | -- | -- | -- | --- |
| Argentina     | 5   | 3  | 2  | 1  | 0  | 6  | 2  | 4   |
| Italia        | 4   | 3  | 1  | 2  | 0  | 5  | 4  | 1   |
| Bulgaria      | 2   | 3  | 0  | 2  | 1  | 2  | 4  | -2  |
| Corea del Sur | 1   | 3  | 0  | 1  | 2  | 4  | 7  | -3  |

| 31 de mayo de 1986, 12:00 | Bulgaria    | 1:1 (0:1) | Italia        | Estadio Azteca, Ciudad de México                                      |                                                                       |
|                           | Sirakov 85' | Reporte   | Altobelli 43' | Asistencia: 96.000 espectadores Árbitro(s): Erik Fredriksson (Suecia) | Asistencia: 96.000 espectadores Árbitro(s): Erik Fredriksson (Suecia) |

| 5 de junio de 1986, 16:00 | Corea del Sur | 1:1 (0:1) | Bulgaria  | Estadio Olímpico, Ciudad de México                                                   |                                                                                      |
|                           | J.B. Kim 70'  | Reporte   | Getov 11' | Asistencia: 45.000 espectadores Árbitro(s): Fallaj Al-Shanar Khuzam (Arabia Saudita) | Asistencia: 45.000 espectadores Árbitro(s): Fallaj Al-Shanar Khuzam (Arabia Saudita) |

| 10 de junio de 1986, 12:00                                                                                    | Argentina                   | 2:0 (1:0) | Bulgaria | Estadio Olímpico, Ciudad de México                                   |                                                                      |
| | Valdano 3' · Burruchaga 76' | Reporte   |          | Asistencia: 65.000 espectadores Árbitro(s): Berny Ulloa (Costa Rica) | Asistencia: 65.000 espectadores Árbitro(s): Berny Ulloa (Costa Rica) |
| Primera clasificación a la siguiente fase de un Mundial para Bulgaria a pesar de que no ha ganado un partido. |                             |           |          |                                                                      |                                                                      |

### Mejores terceros
Los cuatro mejores equipos de estos seis se determinó de la siguiente manera:
- Mayor número de puntos obtenidos en todos los partidos de grupo;
- Diferencia de goles en todos los partidos de grupo;
- Mayor número de goles marcados en todos los partidos de grupo;
- Sorteo por parte de la comisión organizadora de la FIFA.

| Equipo            | Gr | Pts | PJ | PG | PE | PP | GF | GC | Dif |
| ----------------- | -- | --- | -- | -- | -- | -- | -- | -- | --- |
| Bélgica           | B  | 3   | 3  | 1  | 1  | 1  | 5  | 5  | 0   |
| Polonia           | F  | 3   | 3  | 1  | 1  | 1  | 1  | 3  | -2  |
| Bulgaria          | A  | 2   | 3  | 0  | 2  | 1  | 2  | 4  | -2  |
| Uruguay           | E  | 2   | 3  | 0  | 2  | 1  | 2  | 7  | -5  |
| Hungría           | C  | 2   | 3  | 1  | 0  | 2  | 2  | 9  | -7  |
| Irlanda del Norte | D  | 1   | 3  | 0  | 1  | 2  | 2  | 6  | -4  |

### Octavos de final
| 15 de junio de 1986 | México                   | 2:0 (1:0) | Bulgaria | Estadio Azteca, Ciudad de México                                           |                                                                            |
|                     | Negrete 34' · Servín 61' | Reporte   |          | Asistencia: 114.580 espectadores Árbitro(s): Romualdo Arppi Filho (Brasil) | Asistencia: 114.580 espectadores Árbitro(s): Romualdo Arppi Filho (Brasil) |